# Gente Bien: setmanari de bon humor
Gente Bien: setmanari de bon humor va ser una publicació satírica apareguda a Reus el 3 de desembre de 1921 i que desaparegué el 28 de gener de 1922.

## Història
Gente Bien era una revista que segons explica la redacció en el seu primer número "no pertany a cap secta política ni religiosa […] procurarem que els nostres escrits siguin inofensius, exents de campanyes d'escàndol, de venjança i difamatòries; sols ens preocuparem de tot allò que bonament ens porti a ridiculitzar mentalment, imparcialment, respectuosament" Era la típica revista de caràcter festiu, que bàsicament parlava de xafarderies. Són destacables la gran quantitat d'il·lustracions que portava. La llengua era el català.
En van sortir 9 números, amb poca difusió. A l'últim número, a les "Notes de Redacció" s'esmenta la publicació d'un número especial dedicat a Carnestoltes, que no s'ha localitzat. El preu era de 15 cèntims, i a partir del número 7 de 20 cèntims. Tenia format foli, amb 4 pàgines a 3 columnes i s'imprimia a la Impremta de Celestí Ferrando. Tenia la capçalera il·lustrada. El director era Lluís Busquets Borrell, que escrivia també a Les Circumstàncies. Quan ja havia desaparegut, en va sortir una rèplica amb el títol de Gente Mal.

## Localització
- Biblioteca Central Xavier Amorós de Reus.[3]
- Biblioteca del Centre de Lectura de Reus i Biblioteca de Catalunya.[4]